# North Acton (Metropolitano de Londres)
North Acton é uma estação do Metrô de Londres em North Acton, oeste de Londres, no borough londrino de Ealing. A estação fica na Central line entre East Acton e Hanger Lane no ramal de West Ruislip e West Acton no ramal de Ealing Broadway. Fica no limite da Zona 2 e da Zona 3 do Travelcard.

## História

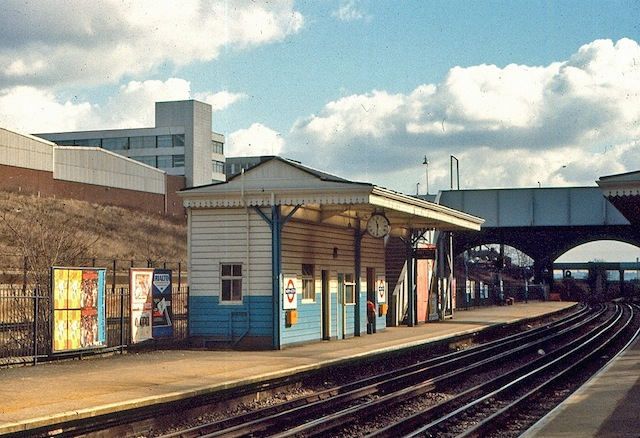
Estação North Acton voltada para o leste em março de 1979, mostrando a antiga sala de espera e apenas duas vias da Central line.

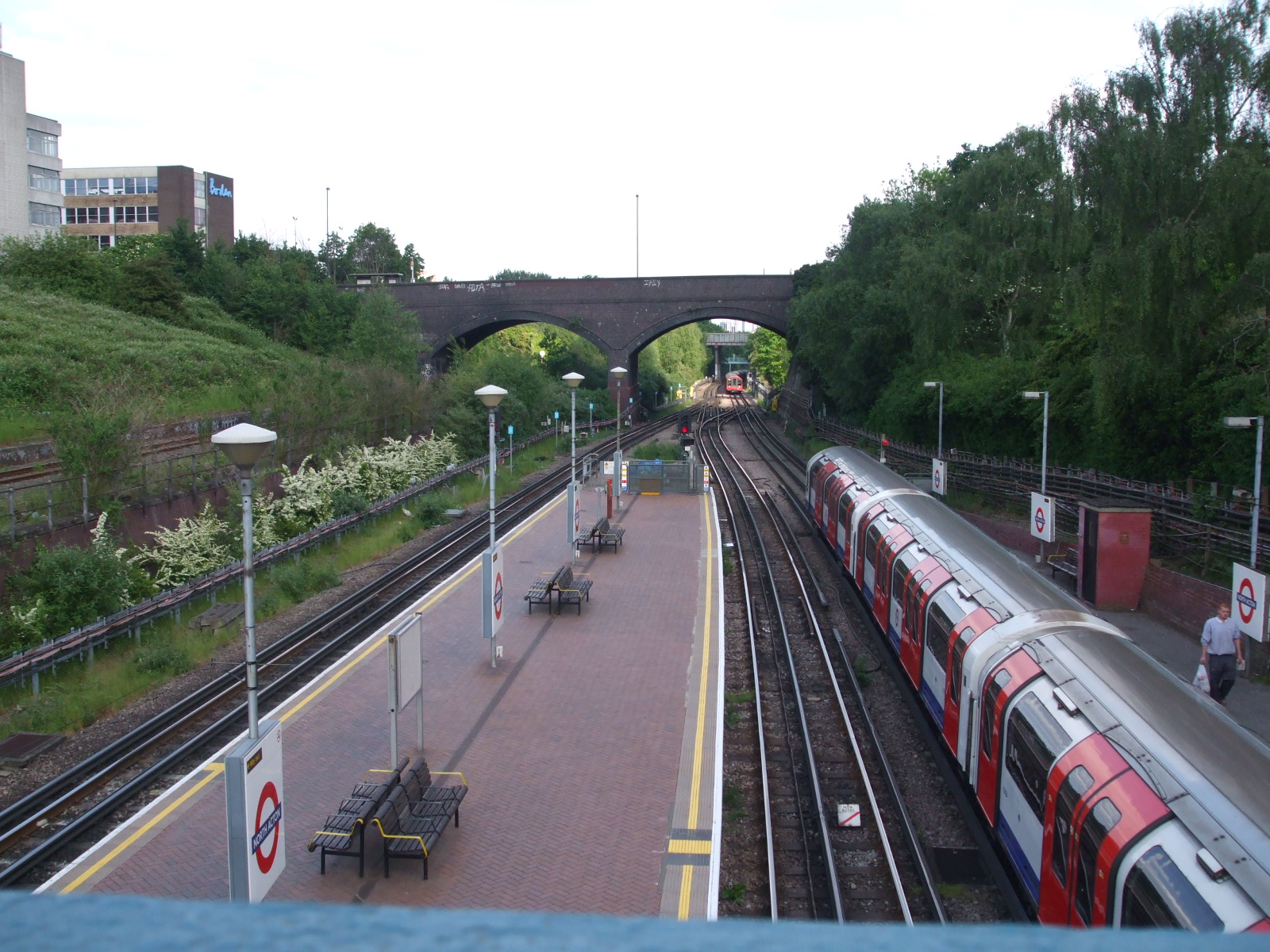
Voltada para leste em maio de 2008. Os trilhos da esquerda já foram dois do NNML, dois de carga GWR e dois leitos de trilhos da Central line. A ponte mais próxima leva a Victoria Road; esta além leva a North London line.

O conjunto "New North Main Line" (NNML; a atual linha Acton-Northolt) da Great Central e Great Western abriu em 1903 e sua estação ferroviária North Acton Halt seguiu em 1904, embora tenha sido fechada em 1913. A Great Western Railway (GWR) construiu a Ealing & Shepherd's Bush Railway, que ligava a Central London Railway (CLR) à Estação Ealing Broadway da GWR. Os trens CLR começaram a usar a rota em 3 de agosto de 1920. As estações em North Acton e West Acton foram construídas e de propriedade da GWR, e ambas inauguradas em 5 de novembro de 1923, sendo a nova North Acton a uma curta distância a leste da parada de 1904. Como a Transport for London explica:
| “ | Em 18 de agosto de 1911, a Central London Railway abandonou sua política de não correr com qualquer outra ferrovia e garantiu poderes para construir uma pequena extensão de Wood Lane para conectar-se à linha Ealing & Shepherds Bush da Great Western Railway, sobre a qual propôs exercer poderes correntes. | ” |

Ao norte dos trilhos da linha Central havia duas linhas de frete, removidas na década de 1960, correndo ao longo da linha Central até White City; ao norte daquelas em um nível um pouco mais alto estavam as duas trilhas do NNML. As plataformas NNML fecharam quando a linha Central foi estendida em uma nova pista de North Acton para a Estação Greenford em 1947. Hoje, apenas a plataforma NNML mais externa permanece parcialmente intacta, tendo sido removida no início da década de 1950.
Entre a Estação South Ruislip e Old Oak Junction, a linha GWR foi progressivamente degradada e, em muitos lugares, agora é de via única, incluindo o trecho que passa por North Acton, que foi reduzido a via única em 1993. De maio de 2008 a dezembro de 2018, apenas trens de carga e um serviço de passageiros uma vez por dia fornecido pela Chiltern Railways usaram esse trecho de linha.
A estação de Metrô tinha apenas duas plataformas até 1992, pelo que para flexibilidade operacional foi criada uma plataforma insular através da construção de uma terceira plataforma a norte das outras duas, onde ficava o antigo leito da linha de carga. A terceira plataforma tornou-se a estrada para o leste, enquanto a plataforma para o leste (agora a plataforma do meio) foi ressignificada para permitir que ela fosse usada também para terminar e iniciar serviços. Esta mudança permite que os serviços de transporte sejam executados para White City a partir de Ealing Broadway e de West Ruislip em caso de problemas em outros lugares da linha Central, e em determinados horários do dia alguns trens vindos do centro de Londres estão programados para terminar em North Acton.

## Hoje
O acesso de passageiros é feito a partir da sala de reservas, que fica a meio caminho do lado sul do corte, com duas saídas até a Victoria Road. Esta é a última estação antes da linha Central se dividir nos ramos West Ruislip e Ealing Broadway. Aproximadamente metade dos trens que param na estação seguem para cada destino. O centro de apoio da Carphone Warehouse e várias outras empresas têm escritórios nas proximidades. Há aproximadamente 600 novos apartamentos em frente à estação, e há um hotel Holiday Inn Express ao lado da estação com o hotel Ramada Encore a mais cinco minutos a pé. Uma loja Tesco Express também está aberta junto com um restaurante libanês no quarteirão oposto.

## Desenvolvimento
Houve sugestões vagas e gratuitas ao longo dos anos para mover a estação para o leste para fornecer um intercâmbio com a linha North London. Isso seria, no entanto, em uma área sem geração extra de passageiros, e apenas mover a estação para fins de intercâmbio nunca foi motivo suficiente. A ideia foi revivida em fevereiro de 2008, quando a Greater London Authority declarou em um 'Park Royal draft Opportunity Area Planning Framework' que
| “ | Pode haver potencial para um intercâmbio entre a linha Central e a North London Line em North Acton. Isso é puramente aspiracional neste estágio e exigiria investigação para determinar custo, financiamento e viabilidade. | ” |

Em 2004, a empresa multinacional Diageo concordou em construir plataformas de linha central na estação Park Royal a oeste de North Acton, como parte de seu parque empresarial First Central, construído no local da cervejaria Guinness agora demolida. Em 2017 isso ainda não havia acontecido. Essa nova estação pode influenciar se as estações adjacentes foram movidas (particularmente a estação Hanger Lane não muito a oeste). A entrada para a estação North Acton da 'North London Line' pode estar a apenas alguns metros do outro lado da Victoria Road da atual entrada leste da estação North Acton. Há uma trilha a oeste imediatamente ao lado da ferrovia, da vizinha Chase Road até Park Royal Road.

## Conexões
As linhas de ônibus de Londres 95, 218, 260, 266, 440, 487 e N266 servem a estação.